# Adolphe Leclère
 (octobre 2019).
Si vous disposez d'ouvrages ou d'articles de référence ou si vous connaissez des sites web de qualité traitant du thème abordé ici, merci de compléter l'article en donnant les références utiles à sa vérifiabilité et en les liant à la section « Notes et références ».
Pour les articles homonymes, voir Leclère.
Jean Baptiste Victor Adolphe Leclère était un acteur français né à Reims le 8 février 1800 et mort à Paris 9e le 29 octobre 1861.

## Biographie
Adolphe Jean-Baptiste Victor Leclère débuta à Charleville et à Givet. Admis en 1828 au Théâtre de Rouen, il y resta treize ans avec des emplois de comique et de grime. En 1841, il arriva à Paris où il entra au théâtre du Vaudeville, puis, en 1848, au théâtre des Variétés. Sa dernière création eut lieu en 1861, peu avant son décès.
Le dictionnaire de Pierre Larousse estimait « qu’il pouvait être classé au premier rang des rares comédiens de genre de son temps ». Il était apprécié pour sa rondeur et sa bonhomie.

## Théâtre
- 1848 : Un vilain monsieur[4] d'Adrien Decourcelle et Théodore Barrière, Théâtre des Variétés
- 1849 : Rue de l'Homme-Armé, numéro 8 bis d'Eugène Labiche et Eugène Nyon, Théâtre des Variétés
- 1851 : Une clarinette qui passe d'Eugène Labiche et Marc-Michel, Théâtre des Variétés
- 1852 : Un monsieur qui prend la mouche d'Eugène Labiche et Marc-Michel, Théâtre des Variétés
- 1853 : Un notaire à marier d'Eugène Labiche, Marc-Michel, Arthur de Beauplan, Théâtre des Variétés
- 1857 : Ohé ! Les p'tits agneaux de Théodore Cogniard et Clairville, Théâtre des Variétés
- 1858 : Deux merles blancs d'Eugène Labiche et Alfred Delacour, Théâtre des Variétés